# Župna crkva sv. Ivana apostola i evanđelista u Zagrebu
Župna crkva sv. Ivana apostola i evanđelista katolička je crkva građena od 1994. do 2007. godine.
Crkva se nalazi u Gradu Zagrebu u četvrti Utrina. 

## Arhitektura
Župna crkva sv. Ivana apostola i evanđelista građena je prema projektu Andreja Uchytila i Renate Waldgoni. Apstrakcija valovite mase crkve pojačana je intenzivnom plavom bojom ovojnice izrađenom od keramičkih pločica. Vanjski oblik i unutrašnjost crkve imaju fluidan oblik. Interijer je naglašen svjetlom te su okomite zrake svjetla usmjerene prema oltaru. Prostor nije linearan niti centralno organiziran.

## Galerija
- Zvonik i crkva
- Skulptura ispred crkve, bl. Alojzije Stepinac, 1998.
- Ulaz u crkvu
- Pogled s ulice